# Tegrodera aloga
Tegrodera aloga es una especie de coleóptero de la familia Meloidae. Se encuentra en Norteamérica y América central.
Presenta una cruz negra característica en los élitros. Mide 2 cm de longitud.
La larva comienza como un triungulino o planidio, que es activo y móvil. En el segundo estadio larval se parece a las larvas típicas de la familia.